# 徳島県道124号阿野上線
徳島県道124号阿野上線（とくしまけんどう124ごう あのかみせん）は、徳島県名西郡神山町から名東郡佐那河内村に至る一般県道である。

## 概要
名西郡神山町阿野から名東郡佐那河内村上に至る。
未区域決定線ではあるが、地図サイトによっては徳島県道21号神山鮎喰線 - 徳島県道207号鬼籠野国府線間の道路が県道124号となっているものが存在する。そこから佐那河内村までにも、国道438号とを結ぶ林道のような道路が通じているが、こちらは県道としては表示されていない。

### 路線データ
- 起点：名西郡神山町阿野広野（徳島県道21号神山鮎喰線交点）
- 終点：名東郡佐那河内村上

## 歴史
- 1995年（平成7年）4月1日 - 徳島県道124号阿野上線として認定。ただし現在も区域は未決定。

## 地理

### 通過する自治体
- 徳島県
  - 名西郡神山町 - 名東郡佐那河内村

### 交差する道路
| 交差する道路                   | 市町村名 | 市町村名   | 交差する場所 | 交差する場所                                                                |
| ------------------------------ | -------- | ---------- | ------------ | --------------------------------------------------------------------------- |
| 徳島県道21号神山鮎喰線         | 名西郡   | 神山町     | 阿野         | 起点                                                                        |
| 徳島県道207号鬼籠野国府線      | 名西郡   | 神山町     | 鬼籠野       | 【北緯34度0分25.3秒 東経134度25分9.2秒 / 北緯34.007028度 東経134.419222度】 |
| 国道438号未供用 国道439号 重複 | 名東郡   | 佐那河内村 | 上           | 終点                                                                        |

### 沿線
- 神山森林公園